# Озолайне (Лимбажский край)
О́золайне (латыш. Ozolaine) — населённый пункт в Лимбажском крае Латвии. Входит в состав Лимбажской волости. Расстояние до города Лимбажи составляет около 2 км. Рядом проходят автодороги P11 (Коцены — Лимбажи — Туя) и P12 (Лимбажи — Салацгрива).
По данным на 2017 год, в населённом пункте проживало 711 человек. В селе есть несколько трёхэтажных многоквартирных домов 1970-х годов, сохранился главный дом бывшего поместья Озолайне, действует детский сад.

## История
В советское время населённый пункт был центром Лимбажского сельсовета Лимбажского района. В селе располагались центральные усадьбы колхоза «Комунарс» и совхоза «Лимбажи».